# Duet Emmo
Duet Emmo fue un grupo surgido en 1982, formado por los músicos Bruce Gilbert y Graham Lewis (en una pausa en la trayectoria del grupo Wire del que formaran parte) junto con Daniel Miller, el cual publicó un álbum y un sencillo en 1983.
En 1980 Graham Lewis y Bruce Gilbert del grupo Wire formaron una suerte de asociación colateral de este grupo llamada Cupol, publicando sólo un sencillo aislado, y ese mismo año renombraron su dúo como Dome, publicando un par de álbumes. Para 1982, en asociación con Daniel Miller, fundador del sello Mute Records, forman Duet Emmo, que desde luego no era dúo ni era emo, pues esto sucedió poco antes de que fuera identificado ese movimiento. El nombre Duet Emmo en realidad es un anagrama de las palabras Mute y Dome.
El grupo publicó el álbum Or So It Seems en 1983, del cual se desprendió el sencillo del mismo nombre. Posteriormente, Gilbert y Lewis volvieron a Wire, mientras Miller se abocó en definitiva a hacer carrera como productor a través de Mute.

## Discografía
El álbum Or So It Seems, de sólo ocho temas, se publicó en 1983 sólo en disco de vinilo. Este fue un ejercicio meramente de música electrónica, si bien tenía mucho de música experimental. El sonido electrónico se debió sobre todo a Daniel Miller y la colaboración de sus ingenieros Eric Radcliffe y John Fryer, quienes habían hecho lo propio en los dos primeros álbumes de Depeche Mode, Speak & Spell y A Broken Frame, producidos por Miller.
Para 1992, el disco se relanzó en edición digital de disco compacto adicionando un noveno tema.

### Edición enLP
| Lado A 1. Hill of Men 2. Or So It Seems 3. Friano 4. The First Person | Lado B 1. A.N.C. 2. Long Sledge 3. Gatemmo 4. Last's Card |

### Edición enCD
Se publicó en 1992, con un tema adicional.
1. Hill of Men
2. Or So It Seems
3. Friano
4. The First Person
5. A.N.C.
6. Long Sledge
7. Gatemmo
8. Last's Card
9. Heart of Hearts